# Teatri di vita
Teatri di vita è un teatro e una compagnia teatrale di Bologna, nella zona di Borgo Panigale. È diretto da Andrea Adriatico e Stefano Casi (giornalista e studioso del teatro di Pier Paolo Pasolini).
Il teatro è stato inaugurato il 13 gennaio 1993 ed è la residenza artistica del suo fondatore Andrea Adriatico. Fra i primi in Italia, ha dedicato intere stagioni al teatro contemporaneo internazionale e alla danza contemporanea internazionale lanciando artisti di rilievo come Josef Nadj, Oskaras Koršunovas, Yvette Bozsik, Guilherme Botelho. Attraverso appositi festival (Cuore di...) esplora inoltre la nuova scena teatrale proveniente dalla Cina, dall'India, dalla Turchia, dalla Romania, dalla Grecia. Ha realizzato, tra l'altro, il progetto di teatro urbano Bologna 900 e duemila dal Parco della Montagnola alla Torre degli Asinelli, nel 2016 in occasione dei 900 anni del Comune di Bologna, con la drammaturgia di Milena Magnani, Grazia Verasani e Simona Vinci, con la regia di Andrea Adriatico.
Teatri di vita si trova in via Emilia Ponente 485, in un complesso di ex-piscine comunali (precedentemente acquedotto) all'interno del Parco dei Pini (ex Parco del Triumvirato) di Bologna. Totalmente ristrutturato tra il 1998 e il 2000 su progetto degli architetti Roberta Boncio e Maurizio Bovi, viene considerato uno dei teatri italiani di medie dimensioni più funzionali e meglio esteticamente organizzati. Al suo interno sono presenti due sale (Sala Pasolini e Sala Tondelli) e una foresteria.
Nelle prime due stagioni (dal 1993 al 1994) Teatri di Vita aveva sede in un capannone in via del Pontelungo. Nella stagione 1994/1995 il teatro si è trasferito in un loft del centro, in via del Pratello. Dalla stagione 1999/2000 il teatro si è trasferito nell'attuale collocazione, mantenendo la gestione della sala di via del Pratello, dove vengono tenuti corsi e laboratori. Dal 2022 è riconosciuto dal Ministero della Cultura come "Centro di produzione".
Come compagnia teatrale, Teatri di vita produce gli spettacoli con la regia di Andrea Adriatico e di altri registi che ogni anno si avvicendano in diverse creazioni.